# Associazione Sportiva Biellese 1933-1934
Questa voce raccoglie le informazioni riguardanti l'Associazione Sportiva Biellese nelle competizioni ufficiali della stagione 1933-1934.

## Rosa
| N. |                      | Ruolo | Calciatore        |
| -- | -------------------- | ----- | ----------------- |
|    | Italia (bandiera)    | C     | Giuseppe Aliberti |
|    | Italia (bandiera)    | C     | Mario Baldin      |
|    | Argentina (bandiera) | A     | César Bertolo     |
|    | Argentina (bandiera) | C     | Domingo Bertolo   |
|    | Italia (bandiera)    | A     | Giovanni Costanzo |
|    | Italia (bandiera)    | P     | Gamba             |
|    | Italia (bandiera)    | A     | Giuseppe Godino   |

| N. |                   | Ruolo | Calciatore         |
| -- | ----------------- | ----- | ------------------ |
|    | Italia (bandiera) | C     | Giovanni Greppi    |
|    | Italia (bandiera) | D     | Maja               |
|    | Italia (bandiera) | A     | Mario Pagliano     |
|    | Italia (bandiera) | D     | Ravaglione         |
|    | Italia (bandiera) | A     | Francesco Tagliani |
|    | Italia (bandiera) | D     | Severini Tibi      |
|    | Italia (bandiera) | A     | Paolo Vigna        |